# 26 شوال
- السبت
- الأحد
- الاثنين
- الثلاثاء
- الأربعاء
- الخميس
- الجمعة

- 2929 مارس 2025
- 130 مارس 2025
- 231 مارس 2025
- 31 أبريل 2025
- 42 أبريل 2025
- 53 أبريل 2025
- 64 أبريل 2025
- 75 أبريل 2025
- 86 أبريل 2025
- 97 أبريل 2025
- 108 أبريل 2025
- 119 أبريل 2025
- 1210 أبريل 2025
- 1311 أبريل 2025
- 1412 أبريل 2025
- 1513 أبريل 2025
- 1614 أبريل 2025
- 1715 أبريل 2025
- 1816 أبريل 2025
- 1917 أبريل 2025
- 2018 أبريل 2025
- 2119 أبريل 2025
- 2220 أبريل 2025
- 2321 أبريل 2025
- 2422 أبريل 2025
- 2523 أبريل 2025
- 2624 أبريل 2025
- 2725 أبريل 2025
- 2826 أبريل 2025
- 2927 أبريل 2025
- 3028 أبريل 2025
- 129 أبريل 2025
- 230 أبريل 2025
- 31 مايو 2025
- 42 مايو 2025

26 شوَّال أو 26 شوَّال المُکَرَّم أو 26 شوَّال المكرَّمة أو يوم 26 \ 10 (اليوم السادس والعشرون من الشهر العاشر) هو اليوم الثاني والتسعون بعد المائتين (292) من أيَّام السنة (أو الثالث والتسعون بعد المائتين لو كان شهر شعبان مُتممًا لليوم الثلاثين أو الرابع والتسعون بعد المائتين لو أتم كلاً من صفر وربيع الآخر وجمادى الآخرة وشعبان ثلاثين يوماً) وفق التقويم الهجري القمري (العربي). يبقى بعده 62 أو 63 يومًا لانتهاء السنة.

## أحداث
- 1044 هـ - إعدام الأمير اللبناني فخر الدين المعني الثاني شنقًا في الأستانة بعد أن شكل حكمًا ذاتيًا امتد من يافا إلى طرابلس، مما أدى بالسلطنة العثمانية إلى محاربته والقضاء عليه وشنقه.
- 1212 هـ - صدور قرار من حكومة الإدارة التي كانت تحكم فرنسا بعد الثورة بإرسال حملة تحت قيادة نابليون بونابرت إلى مصر، وتضمن القرار الأسباب التي دعت فرنسا للقيام بهذه الحملة.
- 1299 هـ - بدء معركة التل الكبير بين أحمد عرابي والإنجليز.
- 1319 هـ - جمعية الاتحاد والترقي تعقد مؤتمرًا في باريس بعنوان «مؤتمر أحرار العثمانية» جمع فيه المعارضين للسلطان عبد الحميد الثاني، واتخذ المؤتمر عدة قرارات منها أن تؤسس في الدولة العثمانية إدارات محلية مستقلة على أساس القوميات.
- 1328 هـ - أحداث فرية الدم في شيراز وهي أعمال عنف في الحي اليهودي بمدينة شيراز.
- 1352 هـ - سفينة تقل يهود مهاجرين تكسر الحظر الذي فرضته سلطة الانتداب البريطاني على فلسطين على الهجرة اليهودية إلى فلسطين.
- 1353 هـ - توقيع معاهدة الصداقة والتعاون المتبادل بين اليمن وبريطانيا.
- 1399 هـ - رئيس الوزراء الأفغاني حفيظ الله أمين يقوم بانقلاب عسكري ضد الرئيس الشيوعي محمد نور تراقي، الذي لقي مصرعه في هذا الانقلاب.
- 1413 هـ - طائرات القوات الجوية الأمريكية تهاجم قواعد رادار عراقية.
- 1426 هـ - انعقاد القمة الأوروبية المتوسطية في برشلونة لبحث قضايا الإرهاب والهجرة غير الشرعية والإصلاح السياسي.
- 1431 هـ - محكمة أمريكية تقضي بسجن الموطن الأمريكي الباكستاني فيصل شهزاد مدى الحياة لمحاولته تفجير سيارة مفخخفة في ميدان التايمز بمدينة نيويورك.
- 1432 هـ - إجراء انتخابات المجلس الوطني الاتحادي في دولة الإمارات بترشح 469 عضوًا.
- 1433 هـ - المؤتمر الوطني العام في ليبيا ينتخب مصطفى أبو شاقور رئيسًا للحكومة بعد حصوله على 96 صوتًا على منافسه محمود جبريل الذي حصل على 94 صوتًا.
- 1444 هـ - فوز تحالف الجمهور بقيادة حزب العدالة والتنمية بأغلبية 53.38 % في الانتخابات البرلمانية التركية، وبلغت نسبة المشاركة 87.05%.

## مواليد
- 1182 هـ - محمد علي باشا، حاكم مصر ومؤسس الأسرة العلوية.
- 1294 هـ - آغا خان الثالث، زعيم الطائفة الإسماعيلية.
- 1306 هـ - عباس محمود العقاد، أديب ومفكر وصحفي وشاعر مصري.
- 1318 هـ - عبد المهدي مطر، فقيه وكاتب وشاعر وأستاذ جامعي العراقي.
- 1333 هـ - أحمد حماني، مصلح جزائري ومناضل ضد الاستعمار الفرنسي.
- 1343 هـ - مالكوم إكس، مؤسس حركة أمة الإسلام في الولايات المتحدة.
- 1357 هـ - منى جبر، ممثلة مصرية.
- 1372 هـ - أمل عباس، ممثلة عراقية تعيش في الكويت.
- 1377 هـ - أحمد آدم، ممثل مصري.
- 1378 هـ - مها أبو عوف، ممثلة مصرية.
- 1398 هـ - اوزغو نامال، ممثلة تركية.
- 1399 هـ - ماغي بو غصن، ممثلة لبنانية.
- 1406 هـ - عبد المحسن النمر، ممثل كويتي.

## وفيات
- 310 هـ - محمد بن جرير الطبري، علَّامة مفسر ومؤرخ مسلم.
- 646 هـ - ابن الحاجب، فقيه مالكي مصري.
- 1044 هـ - فخر الدين المعني الثاني، أمير لبناني.
- 1383 هـ - عباس محمود العقاد، كاتب وأديب وموسوعي مصري.
- 1386 هـ - هبة الدين الشهرستاني، باحث شيعي عراقي.
- 1388 هـ - محمد عبد القدوس، ممثل مصري.
- 1406 هـ - أمين الهنيدي، ممثل مصري.
- 1416 هـ - جاد الحق علي جاد الحق، شيخ الأزهر السادس والأربعون.
- 1425 هـ - محمد الفاطمي الأبهري، فقيه شيعي إيراني.
- 1436 هـ - نور الشريف، ممثل مصري.

## وصلات خارجية
- موقع قصة الإسلام: حدث في شهر شوَّال.